# Macromitrium patens
Macromitrium patens är en bladmossart som beskrevs av Wilson in Seemann 1854. Macromitrium patens ingår i släktet Macromitrium och familjen Orthotrichaceae. Inga underarter finns listade i Catalogue of Life.